# Episodi di Morgane - Detective geniale (terza stagione)
La terza stagione della serie televisiva franco-belga Morgane - Detective geniale è composta da 8 episodi.
In Italia è stata trasmessa in prima visione su Rai 1 dal 19 settembre all'11 ottobre 2023, con due episodi alla volta tranne il quinto e il sesto (essendo andata in onda il 3 ottobre 2023, prima del quinto episodio, un'edizione straordinaria del Tg1, a causa della caduta di un autobus turistico da un ponte nel territorio del Comune di Venezia), per un totale di cinque prime serate.
| nº | Titolo originale      | Titolo italiano      | Prima TV Belgio | Prima TV Italia   |
| -- | --------------------- | -------------------- | --------------- | ----------------- |
| 1  | Symétrie radiale      | Simmetria radiale    | 9 maggio 2023   | 19 settembre 2023 |
| 2  | 18 carats             | 18 carati            | 9 maggio 2023   | 19 settembre 2023 |
| 3  | Décalage horaire      | Fuso orario          | 16 maggio 2023  | 26 settembre 2023 |
| 4  | Loi de Benford        | La legge di Benford  | 16 maggio 2023  | 26 settembre 2023 |
| 5  | Froid de canard       | Relazioni pericolose | 23 maggio 2023  | 3 ottobre 2023    |
| 6  | Sonnant et trébuchant | Il rasoio di Occam   | 23 maggio 2023  | 10 ottobre 2023   |
| 7  | Tonnerre!             | Fuk, Luk e Sau       | 30 maggio 2023  | 11 ottobre 2023   |
| 8  | Kikeriki              | Kikeriki             | 30 maggio 2023  | 11 ottobre 2023   |

## Simmetria radiale
- Titolo originale: Symétrie radiale
- Diretto da: Mona Achache
- Scritto da: Julien Anscutter e Alice Chegaray-Breugnot

### Trama
Morgane è fortemente rattristata perché l'ispettore Karadec non ha dato seguito al loro bacio e non ha interrotto la relazione con la collega Roxane Ascher; ha abbandonato la centrale riprendendo a lavorare come addetta alle pulizie, ma la sua intemperanza, come al solito, le impedisce di mantenere a lungo un'occupazione e questo crea grossi problemi al mantenimento della famiglia. Al suo posto entra quindi in Polizia una nuova recluta, Thimothée Guichard, un giovane facilmente impressionabile ma molto dedito al lavoro.
Morgane viene assunta da una sua ex datrice di lavoro, Emilie, la quale afferma che qualcuno la sta perseguitando; risolve il mistero capendo che la maggior parte dei problemi di Emilie sono il risultato di una serie di coincidenze. Poco dopo Morgane vede un tipo losco mentre tiene d'occhio la casa e scatta fotografie, così prova a inseguirlo e riesce a introdursi nel motel dove alloggia; qui trova nel computer una cartella piena di fotografie, ma viene scoperta dall'uomo che prima la blocca al muro con una mossa di arti marziali e poi la caccia.
Morgane torna a casa della donna e chiede a suo marito Maxime di parlare con la moglie, ma lui gli dice che lei non c'è; tuttavia Morgane inizia a sospettare dell'uomo, che ritiene abbia ucciso la sua prima moglie Andrea (ufficialmente morta suicida per annegamento) e che definisce Barbablù, preoccupata infatti che sia intenzionato a uccidere anche Emilie; in più, grazie ai figli Théa ed Eliott, trova un vecchio giornale e analizza una foto dalla quale deduce che è stato Maxime a uccidere Andrea facendo passare la sua morte per suicidio, in quanto era in Francia e non all'estero. Morgane fa alcune denunce anonime alla Polizia (alterando la voce) alle quali risponde Gilles, inizialmente pensando a degli scherzi, che nel frattempo viene lodato per aver contribuito a liberare sei ostaggi; tra l'altro, l'intera squadra riceve i complimenti del Prefetto. Karadec non ci mette molto a capire che dietro alle chiamate anonime si cela Morgane, avendo sentito una telefonata in viva voce e riconosciuto lo strano modo di parlare della misteriosa persona, che conosce anche il numero privato del collega.
Nella notte Morgane torna a casa di Emilie e trova il cadavere della donna sepolto nel roseto, notando i fiori spostati ,poco dopo giunge anche la Polizia, ed è proprio Morgane a essere arrestata con l'accusa di averla uccisa.
- Altri interpreti: Anne Azoulay (Emilie Fontaine), Pierre Rochefort (Maxime Fontaine), Ludovic Lecaille (Lorenzo Dustan), Turtle White (signora Dutilleul), Monique Maréchal (Monique), Michael Louchard (poliziotto in giardino).
- Ascolti Italia: telespettatori 2 553 000 – share 14,2%[5].

## 18 carati
- Titolo originale: 18 carats
- Diretto da: Mona Achache
- Scritto da: Julien Anscutter e Alice Chegaray-Breugnot

### Trama
Karadec incontra Morgane e le spiega che la sua deduzione in merito alla presunta colpevolezza di Maxime riguardo alla morte della prima moglie Andrea è stato tutto un malinteso, in quanto sapevano che era in Francia e ha dei testimoni, la donna a causa della pagina rovinata sul giornale consultato si è sbagliata, nel motel dove alloggiava il tipo losco non è stato trovato nulla, e che Maxime ha denunciato il furto di un bracciale in oro massiccio da 18 carati con sei rubini appartenuto alla prima moglie. Morgane ricorda di averlo preso lei quando Emilie l'aveva licenziata, credendo che fosse un falso (facendo per questo arrabbiare Karadec), così chiede all'ispettore di chiamare Théa con una scusa e dice alla figlia di portare via il bracciale dal bagno senza che i poliziotti che stanno effettuando una perquisizione in casa se ne accorgano, e con una scusa Théa ci riesce con Eliott. Successivamente, Morgane viene messa nella stessa cella dell'ex poliziotta Laëtitia Keller, che lei stessa aveva fatto arrestare tempo prima, ma che stranamente non prova neppure a ucciderla
Maxime tenta il suicidio gettandosi dallo stesso ponte da dove Andrea si era uccisa ma viene salvato da Karadec e Gilles, che l'hanno seguito e in ambulanza racconta di come incontrò Emilie per caso sul ponte mentre stava per tentare il suicidio la prima volta, dalla quale si sentiva ascoltato e con la quale iniziò una relazione; accenna poi al negozio di mobili in cui Emilie lavorava, e Karadec rimane sorpreso perché da quel che sapeva era una biologa. Emilie infatti aveva nascosto a tutti il suo vecchio posto di lavoro, e come Daphné scopre la settimana prima della sua morte aveva ricevuto una lunga telefonata dal laboratorio che aveva fondato, un'agenzia biotech specializzata in genetica chiamata SG Sequencing.
Al laboratorio, dopo che Ariane, ex collega di Emilie, spiega a Karadec che stanno lavorando a una tecnica di analisi innovativa per il sequenziamento del DNA e che aveva telefonato a Emilie riguardo a una modifica dell'accordo tra i soci per avere il suo consenso siccome era ancora coinvolta, l'ispettore riceve una telefonata da Morgane: in cambio di alcuni oggetti promessi ad altre carcerate, ha scoperto che il tipo losco è un certo Lorenzo, praticante di aikidō, grazie a una detenuta esperta di arti marziali ed è proprio lui che Karadec incontra all'uscita dal laboratorio dove lavora come agente della sicurezza. Né Lorenzo né il laboratorio rivelano per quale ragione sorvegliassero Emilie e Wajdi, l'altra persona che la guardia stava seguendo e che è sposato e ha una figlia; tuttavia, Wajdi dichiara a Gilles e Karadec di non conoscere Emilie.
Morgane spiega a un'insofferente Laëtitia la sua intuizione: Emilie, che soffriva di sonnambulismo come conseguenza dell'assunzione di un medicinale, di notte scambiava i libri della propria biblioteca in modo che le iniziali riproducessero la stessa combinazione per ben 36 volte, cioè quella della malattia di Huntington; da un cellulare prestatole da una carcerata, Morgane ha visionato un filmino del matrimonio di Wajdi in cui lui ha dei movimenti inconsulti al braccio sinistro. La malattia di Huntington è quindi il legame tra Emilie, il laboratorio e Wajdi.
Daphné e Gilles convocano Wajdi, che cinque anni prima su prescrizione del suo medico si è sottoposto a un test genetico per la malattia di Hutington presso l'ospedale di Lilla, poi subappaltato alla SG Sequencing; sebbene il test risultò negativo, in seguito i sintomi si manifestarono. Emilie si rese conto di aver commesso un grave errore avendo inviato i risultati sbagliati; il paziente aveva appena avuto una bambina che rischiava di essere portatrice del gene, eppure gli avvocati consigliarono all'agenzia di tacere perché erano in piena raccolta fondi ed era meglio evitare un processo. Emilie però ebbe dei rimorsi, quindi il laboratorio decise di mettere lei e Wajdi sotto sorveglianza. Un mese prima della sua morte, Emilie contattò Wajdi rivelandogli dell'errore, che siccome lui aveva la malattia di Huntington doveva fare il test per scoprire se sua figlia l'aveva ereditata o meno. Wajdi ammette di non averlo detto prima perché dopo la telefonata con Emilie un avvocato lo ha cercato e gli ha offerto 500 mila euro. Ariane giura che nessuno di loro ha ordinato di uccidere Emilie.
Dopo aver ascoltato una telefonata tra Morgane e Théa, Laëtitia rivela alla polizia che il bracciale di Emilie si trova sotto il loro barbecue in cambio di uno sconto di pena. Ora per tutti Morgane ha un movente, ma attraverso il vetro Karadec le mostra alcuni documenti, compresa una fotografia di Andrea col bracciale da 18 carati, e lei ricorda che l'oro massiccio è l'unico metallo che non si ossida a contatto con la pelle, ma nel caso di Andrea non è stato così; questo accade quando alcuni soggetti hanno una carenza di ferro e quindi la pelle si macchia a contatto con l'oro, difatti la teoria dominante è che l'emoglobina nel sangue bisognosa di ferro migra verso il bracciale e rompe dei piccoli vasi che lasciano il segno: Andrea era quindi gravemente carente di ferro. In conclusione, nello stesso giorno Emilie aveva effettuato gli esami sia a Wajdi e ad Andrea, e purtroppo li aveva scambiati. Andrea si tolse la vita il giorno stesso in cui ricevette i risultati, che ovviamente ignorava essere sbagliati.
Maxime viene convocato e Karadec gli mostra una foto della madre di Andrea, che morì proprio per la malattia di Huntington quando la figlia aveva soli 17 anni; secondo il medico che seguiva sua moglie, lei era terrorizzata di finire come sua madre, ma quando lei e il marito decisero di avere un figlio preferì scoprirlo. Karadec deduce quindi che la notte in cui Maxime tentò il suicidio, anche Emilie giunse lì per lo stesso motivo; si sentiva responsabile del suicidio di Andrea, era venuta a pregare e poi l'aveva visto. Ultimamente Maxime sentiva che Emilie gli nascondeva qualcosa e aveva così tanta paura di perderla che la supplicò di parlargli, e fra le lacrime lei gli confessò tutto (quando aveva ricevuto la telefonata). A lui sembrava un incubo, lei lo supplicò di perdonarla giurandogli che non aveva avuto nessuna intenzione di mentirgli e che lo amava; Maxime però sentiva una vocina nella testa che gli diceva «ha ucciso Andrea, ha ucciso l'amore della tua vita e tu l'hai sposata». Voleva solo che stesse zitta, e la uccise.
Morgane viene scarcerata e saluta Laëtitia, che ha ottenuto 6 mesi di sconto della pena, ma si mostra comunque meno rancorosa nei suoi confronti. Ludo ha un contrattempo con la piccola Chloé ed è in ritardo, e all'uscita Morgane trova Karadec, che si scusa per il suo comportamento di mesi prima e per averla ferita, dicendole che comunque ci tiene a lei e che vorrebbe riaverla come collega e amica, così come Gilles, Daphné e Celine. Il giorno dopo, Morgane accetta di tornare a collaborare con la Polizia.
- Altri interpreti: Anne Azoulay (Emilie Fontaine), Pierre Rochefort (Maxime Fontaine), Ludovic Lecaille (Lorenzo Dustan), Pauline Parigot (Laëtitia Keller), Khalid Maadour (Wajdi Martinon), Franck Martins (capo custode), Carole Deffit (Ariane Hellman), Rébecca Chaillon (Brienne), Myra Tyliann (Affida), Anna d'Annunzio ("Van Gogh"), Elga Gnaly (Ingrid), Annie-France Poli (Marie Besnard), Stéphanie Chamot (Panda), Rébecca Tetens (carcerata), Jacques Schuler (ricercatore della polizia giudiziaria), Sabine Houdet (guardia penitenziaria), Nicolas Martinez (giudice Pierre-Emmanuel Caron).
- Ascolti Italia: telespettatori 2 098 000 – 15,3%[5].

## Fuso orario
- Titolo originale: Décalage horaire
- Diretto da: Vincent Jamain
- Scritto da: Léonor Varone, Louise Collaray, Julien Anscutter e Alice Chegaray-Breugnot

### Trama
Morgane, grazie all’aiuto dei suoi vecchi colleghi, è tornata nella squadra investigativa della Polizia Giudiziaria di Lilla. Il primo caso da risolvere è l'omicidio di Naïma, una studentessa di 17 anni strangolata mentre faceva la cat-sitter; sulla scena del crimine, Morgane capisce che l'assassino era interessato al computer della vittima. Insieme a Karadec interroga il padre della ragazza, ignaro che la figlia avesse un’attività artistica: Naïma, infatti, nascondeva la sua vera vita in cantina, dove registrava canzoni rap, e aveva addirittura firmato un contratto con l'etichetta gestita da Stanislas de la Boisselière. Questa scoperta, insieme al ritrovamento di alcuni testi autobiografici della ragazza, indirizzano gli investigatori verso il suo ex fidanzato Alan. Man mano che l'indagine procede, il rapporto tra Karadec e Morgane diventa sempre più teso. Si rendono conto però che il denaro che Naïma avrebbe dovuto ricevere dal produttore è stato rubato da una banda di trafficanti di droga che Morgane sgomina e che una sera viene ad assaltare la sua casa, mentre Morgane rivela a Roxane di aver baciato Karadec. Ha quindi bisogno di essere sorvegliata ogni sera da un agente di polizia a casa sua. L'andamento delle indagini porta Karadec e Morgane sulle tracce di una chiavetta, che la donna capisce aver mangiato uno dei suoi gatti e una volta recuperata scoprono una canzone che denuncia uno stupro e accusano il padre, ma Morgane scopre che è Sarah la cugina della vittima a scrivere le canzoni e ha subito lei gli abusi e ha ucciso la cugina per sbaglio perché voleva nascondere la verità. A fine sera Morgane va a letto con Thimothée.
- Altri interpreti: Célia Lebrument (Sarah), Kahila Kharbachi (Naïma), Abel Jafri (Farid), Yamina Takkatz (Sonia), Cyril Brisse (Olvier), Yves Heck (Charles), Théo Bertrand (Alan), Clément Moreau (Stanislas de la Boisselière), Manon Jacquart (assistente di Stanislas), Issam Djibril (sentinella), Maurice Dalibon (uomo DC 3350), Arnaud Sicot (agente di polizia alla protesta), Gilbert Bouchard (professor Labiale).
- Ascolti Italia: telespettatori 2 668 000 – 14,4%[6].

## La legge di Benford
- Titolo originale: Loi de Benford
- Diretto da: Vincent Jamain
- Scritto da: Louise Collaray, Léonor Varone, Julien Anscutter e Alice Chegaray-Breugnot

### Trama
Morgane, dopo la notte trascorsa con Timothée con cui ha intrapreso una relazione, viene chiamata sulla scena di un nuovo crimine. Yvan Desfard viene trovato morto sul ciglio di una strada. Le indagini prendono una svolta quando tutta la squadra scopre che la vittima apparteneva a una comunità di eremiti che convivevano in un ashram. Mentre indaga su alcune attività sospette di quella comunità, impegnandosi per svelare il mistero di questo omicidio, Morgane cerca di prendere le distanze da Timothée e intanto i rapporti con Karadec sembrano migliorare, dopo la partenza di Roxane per Parigi. Ma a portando la figlia più piccola raffreddata in commissariato contagia quasi tutti. Scoprono che Yvan sta cercando di aiutare diverse persone tra cui la vicina, cui la figlia è diventata disabile a causa di un incidente in barca. Intanto grazie al padre Serge ricomparso nella sua vita, Morgane scopre una truffa legata alla comunità e che il guru è truffatore, ma scopre che la barca di Yvan investì la bambina, ma alla guida c'era il figlio, Yvan è stato ucciso dalla moglie per proteggere il ragazzo. 
- Altri interpreti: Nicolas Martinez (giudice Pierre-Emmanuel Caron), Salim Kissari (Arun), Jean-Louis Garçon (Martin), Éric Paul (Sylvain Archer), Céline Carrère (Delphine), Natalie Beder (Alysson), Paul Balent (Thomas).
- Ascolti Italia: telespettatori 1 999 000 – 15,1%[6].

## Relazioni pericolose
- Titolo originale: Froid de canard
- Diretto da: Vincent Jamain
- Scritto da: Bérénice Bocquillon, Thomas Colineau, Julien Anscutter e Alice Chegaray-Breugnot

### Trama
Morgane ha una relazione con Thimotée, il quale, sebbene molto attento, viene trovato un po' troppo appiccicoso dai figli . Morgane, però, è contenta di lui e lui la porta sul luogo delle indagini, arrivando sotto gli occhi di Karadec. Una donna di 40 anni, Adèle Mercier, viene trovata morta vicino a un lago con un colpo di pistola alla testa. Morgane e Karadec si recano nella piscina dove lavoravano la vittima e suo marito e dove sua figlia nuotava. Morgane, avendo notato un capello biondo sul corpo della vittima, raccoglie campioni da tutti i presenti che lo avevano, ma i primi sospetti cadono piuttosto su un uomo delle pulizie licenziato qualche tempo prima perché avrebbe tentato di rubarle la borsa. Recandosi a casa del sospettato, non senza qualche tensione con Karadec, i due scoprono che il sospettato lavorava sotto l'identità di suo fratello Brice, e in realtà si chiama David. Inoltre, quest'ultimo si trovava sul luogo del delitto al momento della denuncia. Una volta al commisariato, quest'ultimo non collabora e sembra avere un alibi. Nel frattempo, Gilles nasconde la relazione di Morgane facendo credere a Daphné che sia lui quello con Thimotée. Nel tentativo di rubare una borsa sigillata, Morgane e Gilles scoprono in un doppio fondo dei documenti d'identità falsi della vittima e di sua figlia e che si recava in albergo sotto falsa identità, ma da queste informazioni non si può dedurre nulla visto il viavai. L'analisi dei capelli biondi ritrovati sul corpo reindirizza a una donna indiana che non ha mai messo piede in Francia, e Morgane capisce che si tratta di una parrucca, realizzata da veri capelli, poi tinti e identifica sulle telecamere dell'hotel la vittima travestita che si reca in una casa di riposo così travestita. Si scopre che era per far visita a sua madre, che però la chiama Jessica, perché ha dovuto cambiare identità in seguito alla denuncia della sua ex banda durante una rapina a mano armata. Si scopre anche che David faceva parte di questa banda. Come sempre, la vita familiare di Morgane occupa molto spazio e Thimotée si rende conto che, nonostante tutta la sua buona volontà, vuole una relazione più semplice e lascia Morgane, mentre lei finalmente voleva ufficializzarlo e lo aveva detto a Karadec. Sotto shock, va a una festa di inaugurazione della casa di Adam e Roxanne con David, il sospettato, mettendo tutti a disagio. Dopo la scoperta di nuovi elementi compromettenti David, Gilles e Karadec si recano a casa sua e lo prendono in custodia, e scoprono che Morgane ha passato la notte con lui. Durante l'interrogatorio Karadec, sempre teso, perde i nervi. Morgane finisce per capire che è stata proprio Adèle a voler ritrovare David, per paura di ritorsioni, intenzionata poi a ucciderlo, ma Brice intuendo le sue intenzioni ha creato un alibi al fratello ignaro di tutto e l'ha uccisa per proteggerlo
Morgane e Karadec tornano a casa un po' sconcertati dagli ultimi avvenimenti e mentre quest'ultimo sembra sul punto di lasciare Roxane, Morgane scopre una scatola piena di soldi nascosta dietro la sua lavastoviglie.
- Altri interpreti: Nicolas Martinez (giudice Pierre-Emmanuel Caron), Doudou Masta (David Diallo), Nick Mukoko (Brice Diallo), Guillaume Durieux (Fabien Mercier), Véronique Vanonckelen (signora Mauras), Marie Filipi (segretaria di medicina), Isabelle Kubiak (madre bionda), Marie Vernalde (madre castana), Virginie Kotlinski (Mélissa), Jonathan Véro (vicino di Morgane), Payal Jain Venel (donna indiana).
- Ascolti Italia: telespettatori 2 366 000 – 12%[7].

## Il rasoio di Occam
- Titolo originale: Sonnant et trébuchant
- Diretto da: Djibril Glissant
- Scritto da: Louise Bezombes, Charlotte Robb, Julien Anscutter e Alice Chegaray-Breugnot

### Trama
Morgane interroga indirettamente Henri per i soldi, ma l'uomo non ne sa nulla. Intanto Roxane lascia Adam dopo aver scoperto la verità su Morgane, ma lo mette in guardia dal carattere egoistico della donna, che lo rovinerà.
La squadra è chiamata a un'università di medicina per la morte di una studentessa di 19 anni, Salomé Rousseau, uccisa da un bisturi argentato, Morgane segue il custode Salvatore un uomo con problemi mentali convinto che la ragazza fosse un vampiro e confessa l'omicidio con l'arma d'argento, ma il medico legale scopre che era morta prima, quando il custode era convinto di averla colpita nel sonno. A causa di alcune tensioni la squadra si divide in due gruppi per seguire le piste, Morgane e Daphné, recuperano nella stanza della vittima un rullino che teneva nascosto, ma quando lo fanno sviluppare vedono Salomé a una festa del 2003, con l'aspetto attuale,  Adam e Giles vanno da Bonnemain, ma la linea salta, arrivati, nel palazzo al buio,  scoprono che il dottore e il cadavere sono scomparsi e vedono Salomé viva e dalla targa della macchina che usa per fuggire, scoprono che la donna nacque nel 1940 e trovano l'indirizzo, qui le squadre si riuniscono e Morgane spiega ai colleghi spaventati che Salomé non è un vampiro, la vittima in realtà è Hélène la madre, che si era iscritta nella stessa università e con trucchi e vestiti cercava di nascondere la sua vera età. Trovata Salomé nascosta in casa, confessa che le teorie sono vere, solo che non sapeva che la madre si fingeva lei, che era in Anno sabbatico dopo aver fallito gli ultimi esami, rivela inoltre che nel 2003 la madre rinunciò agli studi perché era rimasta incinta di lei. Verrà poi scoperto che il dottor Bonnemain sta bene e aveva capito l'età della vittima, ma a causa del black out doveva pensare ai cadaveri e la Salomé degli anni 40 era la nonna. Al campus la squadra scopre che la donna spacciava droga, per mantenersi e indagava su qualcosa, Morgane e Adam avendo assunto della droga per sbaglio, scoprono che quella sera del 2003 dalle foto Hélène fu stuprata da Antonin Tibert l'attuale preside, a quei tempi uno studente, il giorno dopo essersi ripresi, la squadra riesce a farlo confessare. Timothée tra un problema e l'altro chiede il trasferimento, Morgane scopre Adam e Roxane si sono lasciati e decidono di prendersi qualche mese. Alcuni mesi dopo Morgane accoglie in casa Serge ferito e scopre che i soldi della scatola sono suoi e deve darli a un malavitoso, ma la donna negli ultimi mesi li ha usati tra riparazioni e arredamenti in casa.
- Altri interpreti: Mathilde Méry (Salomé / Hélène Rousseau), Maxence Tual (Antonin Tibert), Guillaume Fooy (Merlin), Jérôme Chappatte (Émile Salvatore), Rémy Delattre (responsabile del negozio fotografico).
- Ascolti Italia: telespettatori 2 522 000 – 13,9%[8].

## Fuk, Luk e Sau
- Titolo originale: Tonnerre!
- Diretto da: Djibril Glissant
- Scritto da: David Robert, Eloïse Tibet-Zanini, Julien Anscutter e Alice Chegaray-Breugnot

### Trama
- Altri interpreti: Akache Busiah (Ranir), Klyn Aiden (Will Zhao), Anaïs Ciriello (Aurore Delaunay), Geoffroy Boutan (Alain Delaunay), Cathy Min Jung (Maggie Zhao), Xing Xing Cheng (nonna Zhao), Hsiaotung Lai (cugina di Will Zhao), Élisabeth Tissot Guerraz (Ghislaine Delaunay); Barbara Bolotner (Sandrine / Iris), Zoé Bruneau (wedding planner), Coralie Prévot (Charlotte), Alexandre Sallio (Olivier), Igor Skreblin (Redbones), Henri Botte (Klaus), Christiane Cohendy (Colette Martingale), Marc Lehut (Rony Boyer).
- Ascolti Italia: telespettatori 2 259 000 – share 12,2%[9].

## Kikeriki
- Titolo originale: Kikeriki
- Diretto da: Djibril Glissant
- Scritto da: Julien Anscutter e Alice Chegaray-Breugnot

### Trama
- Altri interpreti: Doudou Masta (David Diallo), Nicolas Martinez (giudice Pierre-Emmanuel Caron), Dominique Thomas (patron del PMU), Igor Skreblin (Redbones), Henri Botte (Klaus), Christiane Cohendy (Colette Martingale), Vincent Nemeth (Hervé), Bruno Buffoli (medico di Morgane), Marc Lehut (Rony Boyer).
- Ascolti Italia: telespettatori 1 912 000 – share 14,4%[9].